# Khouda Dad Khan Khudakka
Pour les articles homonymes, voir DAD.
Khouda Dad Khan Khudakka fut un prince indien du XXe siècle de la famille Khudakka.
Fils aîné de Mouhammad Khan (mort en 1917), il faisait partie de la famille Khudakka, branche indienne de la dynastie afghane Durrani. Il fut nommé ainsi en l'honneur de son ancêtre Sultan Khuda Dad Khan, Sultan de Safa de 1649 à 1665.
De son épouse inconnue, il eut un fils unique :
- Saleh Mouhammad Khan. Père de trois fils

Khouda Dad Khan Khudakka est mort à une date inconnue.

## Source
- (en) The Royal Ark, « Afghanistan - The Durrani Dynasty page 3 » (consulté le 7 octobre 2008)